# Indiana Jones and the Temple of Doom
Indiana Jones and the Temple of Doom (no Brasil, Indiana Jones e o Templo da Perdição; em Portugal, nos PALOP e em Macau, Indiana Jones e o Templo Perdido) é um filme de ação e aventura estadunidense de 1984, dirigido por Steven Spielberg, com roteiro de George Lucas, Willard Huyck e Gloria Katz. 
Esta segunda edição da franquia Indiana Jones é também a prequela do filme de 1981 Raiders of the Lost Ark. 
O produtor e co-roteirista, George Lucas decidiu filmar uma prequela porque não queria que os nazistas fossem os vilões novamente. Depois de três propostas de enredo rejeitadas, Lucas escreveu um tratamento de filme que se assemelhava à história final do filme. Lawrence Kasdan, colaborador de Lucas em Raiders of the Lost Ark, recusou a oferta para escrever o roteiro, sendo assim Willard Huyck e Gloria Katz foram contratados como seus substitutos, com o roteiro resultante, em parte, com base no filme de 1939 Gunga Din.
O filme foi lançado em 23 de maio de 1984 nos Estados Unidos, 24 de agosto no Brasil e 31 de agosto em Portugal, garantindo um sucesso financeiro expressivo, mas obteve críticas mistas, as quais criticavam sua violência, mais tarde, contribuindo para a criação da classificação PG-13. No entanto, a opinião crítica tem melhorado desde 1984, citando a intensidade e a imaginação da obra, efeitos especiais, elenco e equipe de produção, incluindo Spielberg; e retrospectivamente observaram o filme em uma luz negativa, como também tem sido alvo de controvérsia devido ao retrato que faz da Índia e do Hinduísmo.

## Enredo
Ao chegar à Índia, a ajuda de Indiana Jones é requisitada por moradores de uma aldeia desesperada, que deseja encontrar uma pedra mística. Nessa empreitada, ele enfrentará um tugue adorador de Kali que pratica escravidão infantil, magia negra e rituais de sacrifício humano.

## Elenco
- Harrison Ford como Indiana Jones: Um arqueólogo aventureiro que é solicitado por uma aldeia indígena desesperada para recuperar uma misteriosa pedra. Ford realizou um rigoroso regime de exercício físico encabeçado por Jake Steinfeld para ganhar tom mais muscular para o papel.[16]
- Kate Capshaw como Willie Scott: Uma cantora americana de boate noturna que trabalha em Xangai. Willie é despreparada para sua aventura com Indy e Short Round, e parece ser uma donzela em apuros. Ela também faz um relacionamento romântico com Indy. Mais de 120 atrizes fizeram teste para o papel, incluindo Sharon Stone.[2][17] Para se preparar para o papel, Capshaw assisti The African Queen e A Guy Named Joe. Spielberg queria Willie ser um completo contraste com Marion Ravenwood de Raiders of the Lost Ark, de modo que Capshaw tingiu o cabelo de loiro marrom para o papel. O figurinista Anthony Powell queria que a personagem tivesse cabelo vermelho.[18]
- Jonathan Ke Quan como Short Round: Onze anos de idade, ajudante chinês de Indy, que dirige o 1936 Auburn Boat Tail Speedster que permite Indy escapar durante a seqüência de abertura. Quan foi escolhido como parte de uma chamada de elenco em Los Angeles.[18] Cerca de 6000 atores fez um teste no mundo inteiro para o papel: Quan foi lançado depois que seu irmão fez o teste para o papel. Spielberg gostou de sua personalidade, para que ele e Ford improvisaram a cena em que Short Round acusa Indy de fraude durante um jogo de cartas.[17] Ele foi creditado por seu nome de nascimento, Ke Huy Quan. Felix Silla, o dublê de Jonathan Ke Quan, quase morreu na cena das corredeiras. O bote salva-vidas no qual ele viajava capotou na água turbulenta e ele ficou preso debaixo dele por algum tempo com um colete salva-vidas inflável com defeito, quase se afogando quando um mergulhador de segurança pode alcançá-lo e puxá-lo.
- Amrish Puri como Mola Ram: Um demôniaco sacerdote tugue que realiza rituais de sacrifício humano. O personagem tem o nome de um pintor indiano do século XVII. Lucas queria Mola Ram para ser aterrorizante, então os roteiristas adicionaram elementos de adoração ao diabo asteca e sacrifícios humanos havaianos e europeus para o personagem.[19] Para criar o seu cocar, artista de maquiagem Tom Smith base do crânio em uma vaca (como isto seria sacrilegio), e utilizado um látex na cabeça encolhida.[20] Amrish Puri teve que raspar os cabelos para fazer o papel do vilão Mola Ram e isso criou tal impressão que ele decidiu manter a cabeça raspada e tornou-se um dos mais populares vilões do cinema indiano.
- Roshan Seth como Chattar Lal: O primeiro-ministro do Maharaja de Pankot. Chattar, também um adorador de Thug, está encantado com a chegada de Indy, Willie e Short Round, mas se ofende com o questionamento de Indy da história do palácio e seu passado duvidoso de arqueólogo.
- Philip Stone como capitão Philip Blumburtt: O capitão do Exército da Índia Britânica chamado para o Palácio Pankot para "exercícios". Ao lado de uma unidade de seus atiradores, Blumburtt auxilia Indy no fim nos reforços do combate com os tugues. David Niven foi anexado ao papel, mas morreu antes do início das filmagens.
- Raj Singh como Zalim Singh: O Marajá adolescente de Pankot, que aparece como um fantoche inocente dos fiéis tugues. No final, ele ajuda a derrotá-los.
- D. R. Nanayakkara como Shaman: O líder de uma pequena aldeia que recruta Indy para recuperar a sua roubada pedra sagrada de Shiva.
- Roy Chiao como Lao Che: O chefe do crime de Xangai que contrata Indy para recuperar as cinzas cremadas de um de seus antepassados, só para tentar enganá-lo por um grande diamante.
- David Yip como Wu Han: Um amigo de Indy. Ele é morto por um dos filhos de Lao Che enquanto posa como garçom no Clube Obi Wan.

Pat Roach desempenha o superintendente tugue nas minas. Spielberg, Lucas, Marshall, Kennedy e Dan Aykroyd têm participações especiais no aeroporto.

## Produção

### Desenvolvimento
Quando George Lucas se aproximou pela primeira vez com Steven Spielberg para Raiders of the Lost Ark, Spielberg lembrou: "George disse que se eu dirigi o primeiro, então eu teria que dirigir uma trilogia. Ele tinha três histórias em mente. George descobriu que não tinha três histórias em mente e tivemos que inventar histórias subsequentes". Spielberg e Lucas atribuído o tom do filme, que era mais sombrio do que Raiders of the Lost Ark, de seus humores pessoais seguindo as separações de seus relacionamentos (Spielberg com Amy Irving, Lucas com Marcia). Além disso, Lucas sentiu "que tinha de ter sido um filme sombrio. A maneira Empire Strikes Back foi o segundo ato sombrio da trilogia Star Wars." O nome do clube que aparece logo no início do filme é "Club Obi-Wan", uma referência à série Star Wars, dirigida por George Lucas.
Lucas fez o filme uma prequela pois não queria que os nazistas fossem os vilões mais uma vez. Spielberg originalmente queria trazer Marion Ravenwood de volta, com Abner Ravenwood sendo considerado como um possível personagem. Lucas criou uma cena de perseguição de abertura que teve Indiana Jones em uma motocicleta na Grande Muralha da China. Além disso, Indiana descobriu um "Mundo Perdido pastiche com um vale escondido habitado por dinossauros". As autoridades chinesas recusaram-se a permitir as filmagens, e Lucas considerou o Monkey King como o enredo. Lucas escreveu um tratamento de cinema, que incluiu um castelo assombrado, na Escócia, mas Spielberg sentiu que era muito semelhante a Poltergeist. O castelo assombrado na Escócia lentamente se transformou em um demoníaco templo na Índia.
Lucas veio com ideias que envolviam um culto religioso dedicado a escravidão infantil, magia negra e ritual de sacrifício humano. Lawrence Kasdan de Raiders of the Lost Ark foi convidado para escrever o roteiro. "Eu não queria ser associado a Temple of Doom", refletiu. "Eu apenas pensei que era horrível. Ele é tão mau. Há nada agradável sobre ele. Acho Temple of Doom representa um período caótico, tanto no que vivem [Lucas e Spielberg], e o filme é muito feio e mesquinho." Lucas contratou Willard Huyck e Gloria Katz para escrever o roteiro devido ao seu conhecimento da cultura indiana. Gunga Din serviu como uma influência para o filme.
Huyck e Katz passaram quatro dias no Rancho Skywalker para discussões de história com Lucas e Spielberg no início de 1982. A ideia inicial de Lucas para o sidekick de Indiana era uma jovem princesa virginal, mas Huyck, Katz e Spielberg não gostaram da ideia. O nome Indiana Jones foi tirado do cão malamute-do-alasca de Lucas, Willie foi nomeado do cocker spaniel americano de Spielberg, e Short Round veio do cão de Huyck, cujo nome foi derivado de The Steel Helmet. Lucas entregou a Huyck e Katz um tratamento de 20 páginas em maio de 1982 com o título Indiana Jones and the Temple of Death para se adaptar em um roteiro. Cenas como a cena de luta em Xangai, escapar do avião e do carrinho na perseguição veio de roteiros originais de Raiders of the Lost Ark.
Lucas, Huyck e Katz vinham desenvolvendo Radioland Murders (1994) desde o início da década de 1970. A música de abertura foi feita a partir desse roteiro e aplicado a Temple of Doom. Spielberg refletiu: "A ideia de George foi começar o filme com um número musical. Ele queria fazer um número de dança de Busby Berkeley. Em todas as nossas reuniões de história ele diria: 'Ei, Steven, você sempre disse que queria filmar musicais. Eu pensei, 'Sim, isso poderia ser divertido'". O primeiro esboço foi entregue no início de agosto de 1982 com um segundo projeto, em setembro. Capitão Blumburtt, Chattar Lal e o menino Maharaja originalmente tinham papéis mais cruciais. A briga foi excluída, assim como aqueles que beberam o sangue de Kali se transformaram em zumbis com habilidades físicas sobre-humanas. Durante a pré-produção, o título 'Temple of Death foi substituído por Temple of Doom. A partir de março-abril de 1983, Huyck e Katz realizaram simultaneamente reescritas para o  roteiro final da filmagem.

### Filmagem

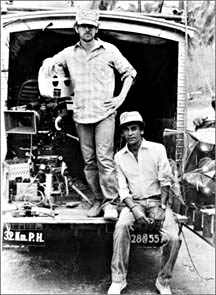
Steven Spielberg e Chandran Rutnam em um local no Sri Lanka durante as filmagens de Indiana Jones and the Temple of Doom.

Os cineastas não tiveram autorização para filmar na Índia do Norte e Fortaleza Amber devido ao governo encontrar o script racista e ofensivo. O governo exigiu muitas mudanças no roteiro, reescritas e privilégio no corte final. Como resultado, o trabalho de localização foi para Kandy, Sri Lanka, com pinturas foscas e modelos em escala aplicados para a aldeia, templo, e Palácio Pankot. Inflação orçamental também causou que Temple of Doom custasse $28.17 milhões, $8 milhões a mais que Raiders of the Lost Ark. Filmagem principal começou em 18 de abril de 1983 em Kandy, e depois se moveu para Elstree Studios em Hertfordshire, Inglaterra em 5 de maio. Produtor Frank Marshall lembrou: "quando as filmagens das cenas dos insetos, os membros da tripulação iriam para casa e encontrar insetos em seus cabelos, roupas e sapatos." Oito dos nove estúdios de som em Elstree abrigavam as filmagens de Temple of Doom. Biógrafo de Lucas, Marcus Hearn, observou, "Iluminação hábil de Douglas Slocombe ajudou a disfarçar o fato de que cerca de 80 por cento do filme foi rodado com estúdios de som."

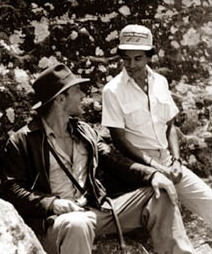
Harrison Ford com Chandran Rutnam no set de Indiana Jones and the Temple of Doom que foi filmado em Kandy, Sri Lanka em 1983.

Danny Daniels coreografou o número da música de abertura "Anything Goes". Capshaw aprendeu a cantar em língua mandarim e tomou aulas de sapateado. No entanto, quando vestindo seu vestido, que era muito apertado, Capshaw não foi capaz de sapatear. Feito de colares originais de 1920 e 1930, o vestido era um de um tipo. O número de dança de abertura foi, na verdade, a última cena a ser filmada, mas o vestido fez característica em algumas cenas de localização anteriores em Sri Lanka, secando em uma árvore próxima. Infelizmente um elefante começou a comê-lo, mas alguns foram resgatados. Consequentemente, alguns trabalhos de reparação de emergência tiveram de serem feitos com o que restou dos colares originais, e foi figurinista Anthony Powell, que teve de preencher os formulários de seguros. Quanto à razão de danos, ele não teve opção a não ser colocar "vestido comido por elefante".
Norman Reynolds não poderia retornar para Temple of Doom por causa de seu compromisso com Return of the Jedi. Elliot Scott (Labyrinth, Who Framed Roger Rabbit), mentor de Reynolds, foi contratado. Para construir a ponte de corda os cineastas encontraram um grupo de engenheiros britânicos que trabalham na barragem da vizinha Balfour Beatty. Harrison Ford sofreu uma grave hérnia de disco ao montar elefantes. A cama de hospital foi trazido em conjunto para Ford para descansar entre tomadas. Lucas declarou: "Ele mal conseguia ficar de pé, mas ele estava lá todos os dias para que o disparo não iria parar. Ele estava com dor incompreensível, mas ele ainda estava tentando fazer isso acontecer". Sem alternativas, Lucas encerrar a produção enquanto a Ford foi levado para Centinela Hospital em 21 de junho para a recuperação. dublê Vic Armstrong passou cinco semanas como um suporte para várias gravações. Wendy Leach, a mulher de Armstrong, atuou como dublê de Capshaw.[carece de fontes?]
Macau foi substituído por Shanghai, enquanto cineasta Douglas Slocombe pegou febre de 24 junho - 7 julho e não podia trabalhar. Ford retornou em 8 de agosto. Apesar dos problemas durante as filmagens, Spielberg foi capaz de completar Temple of Doom do cronograma e do orçamento, terminando a fotografia principal em 26 de agosto. Várias inserções de cenas ocorreram depois. Isto incluiu Snake River Canyon em Idaho, Mammoth Mountain, Tuolumne e Rio American, Parque Nacional de Yosemite, Vale de San Joaquin, Hamilton Air Force Base e Arizona. Produtor Frank Marshall dirigiu uma segunda unidade na Flórida em janeiro de 1984, usando jacarés para dublês de crocodilos. A perseguição na mina foi uma combinação de uma montanha-russa e modelos em escala com bonecos para os atores. Um pouco de stop motion também foi usado para a seqüência. Supervisores de efeitos especiais Dennis Muren, Joe Johnston e a equipe da Industrial Light & Magic desde o trabalho de efeitos especiais, enquanto que Skywalker Sound, liderada por Ben Burtt, encomendou o desenho de som. Burtt registrou gritos de Willie Scott e montanhas russas de Disneyland Park em Anaheim para a cena do carrinho na mina.

### Edição
"Depois que eu mostrei o filme para George [Lucas], em uma hora e 55 minutos, nós olhamos um para o outro", Spielberg lembra. "A primeira coisa que disse foi: "Muito rápido". Precisávamos de desacelerar a ação. Eu fiz mais algumas fotos foscas para retardá-lo. Nós fizemos isto um pouco mais lento, colocando espaço de modo que haveria um suprimento de oxigênio de duas horas para o público respirar."

## Lançamento
Indiana Jones and the Temple of Doom foi lançado em 23 de maio de 1984 nos  Estados Unidos, acumulando $US45.7 milhões em sua primeira semana e quebrando recordes. O filme faturou $333.11 milhões mundialmente, com $180 milhões na América do Norte e o equivalente a $153.11 milhões em outros mercados. Temple of Doom teve o maior fim de semana de abertura de 1984, e foi o terceiro filme de maior bilheteria do ano na América do Norte, atrás de Beverly Hills Cop e Ghostbusters. Também foi a décima maior bilheteria de todos os tempos durante o seu lançamento.
Marvel Comics publicou uma adaptação em quadrinhos do filme pelo escritor David Michelinie e artistas Jackson Guice, Ian Akin, Brian Garvey, e Bob Camp. Foi publicado como Marvel Super Special #30 e como três edições de séries limitadas.[carece de fontes?]
LucasArts e Atari Games promoveram este filme lançando um jogo de arcade. Hasbro lançou uma linha de brinquedos baseada no filme em setembro de 2008.

## Recepção
O filme recebeu críticas mistas após seu lançamento, mas ao longo dos anos, a recepção dos filmes mudou para um tom mais positivo. American Movie Classics considera "Temple of Doom" um dos melhores filmes de 1984. Com base em 60 opiniões recolhidas pelo Rotten Tomatoes, 85% escreveram críticas positivas do filme, com uma pontuação média de 7.2/10. Roger Ebert deu ao filme uma perfeita classificação de quatro estrelas, chamando-o de "o mais alegremente emocionante, bizarro, pateta, filme de aventura romântica desde Raiders, e isso é um grande elogio para dizer que não é tanto uma sequência de igual para igual. É uma experiência e tanto". Vincent Canby sentiu que o filme era "muito disforme a ser a diversão que é Raiders, mas forma pode ser irrelevante. Tempo velho, 15 partes de movie serials não tinha forma. Eles simplesmente continuaram e assim por diante, que é o Temple of Doom faz com humor e invenção técnica". Neal Gabler comentou que "Eu acho que, de certa forma, Indiana Jones and the Temple of Doom era melhor do que Raiders of the Lost Ark. Em alguns aspectos, era menos. Na soma total, eu tenho que dizer que gostei mais. Isso não significa necessariamente que é melhor, mas eu tenho mais prazer com isso". Colin Covert do Star Tribune chamou o filme de "mais bobo, obscuramente violento e um pouco estúpido, mas ainda muito divertido." Pauline Kael, escrevendo no The New Yorker, alegou que era "uma das comédias físicas prazerosas mais puramente já feitos". Halliwell's Film Guide descreveu o filme como uma "brincadeira aventura de partida lenta, com muito engenho e muita brutalidade e horror".
Dave Kehr deu uma revisão em grande parte negativa; "O filme trai nenhum impulso humano mais elevado do que o de um menino de dez anos tentando arrancar da sua irmãzinha um verme morto oscilando em seu rosto." Ralph Novak da People reclamou: "Os anúncios que dizem "este filme pode ser muito intenso para as crianças mais jovens" são fraudulentas. Nenhum pai deveria permitir que uma criança para ver este filme traumatizante; seria uma forma cinematográfica de abuso infantil. Mesmo Harrison Ford é obrigado a dar um tapa em Quan e abusar de Capshaw. Não há heróis conectado com o filme, apenas dois vilões; seus nomes são Steven Spielberg e George Lucas." The Observer descreveu como "uma fina, arca, caso sem graça." Paulo Santos Lima da Folha disse que o filme "fez "vanguarda", adotando, para uma história francamente mais violenta, uma montagem aceleradíssima que só reapareceria nos filmes de ação dos anos 2000." Leonard Maltin deu ao filme apenas 2 de 4 estrelas, dizendo que o filme "nunca nos dá uma chance de respirar" e repreendendo as piadas. 
Kate Capshaw chamou sua personagem "não muito mais do que uma loira idiota gritando". Steven Spielberg disse em 1989: "Eu não estava feliz com o Temple of Doom em tudo. Estava muito sombrio, também subterrâneo, e muito horrível. Não há um pingo do meu próprio sentimento pessoal em Temple of Doom". Mais tarde, ele acrescentou, durante o documentário Making of Indiana Jones and the Temple of Doom, "Temple of Doom é o meu menos favorito da trilogia. Olho para trás e digo, 'Bem, a melhor coisa que eu tenho de que era eu conheci Kate Capshaw. Casamos anos mais tarde e que para mim foi a razão que eu estava destinado a fazer Temple of Doom".
Descrição do filme de hindus causou polêmica na Índia, e trouxe-o à atenção dos censores do país, que colocou uma proibição temporária sobre ele. A representação imprecisa da Deusa Kali como representante do submundo e do mal se reuniu com muitas críticas como ela é a Deusa da Energia (Shakti). A representação de culinária indiana também foi condenado, uma vez que não tem nenhuma relação com "bebês cobras, sopa de globo ocular, besouros e cérebros de macacos refrigerados." Shashi Tharoor condenou o filme e apontou para numerosas representações ofensivas e factualmente imprecisas. Yvette Rosser criticou o filme por contribuir para os estereótipos racistas de indianos na sociedade ocidental, escrevendo "[ele] parece ter sido tomado como uma representação válida da Índia por muitos professores, uma vez que um grande número de estudantes entrevistados queixaram-se que os professores que se refere à ingestão de cérebros de macacos".

## Principais prêmios e indicações
| Prêmio     | Categoria                | Recipiente                                                    | Resultado |
| ---------- | ------------------------ | ------------------------------------------------------------- | --------- |
| Oscar 1985 | Melhores efeitos visuais | Dennis Muren, Michael McAlister, Lorne Peterson, George Gibbs | Venceu    |
| Oscar 1985 | Melhor trilha sonora     | John Williams                                                 | Indicado  |
| BAFTA 1985 | Melhores efeitos visuais | Dennis Muren, George Gibbs, Mike McAlister, Lorne Peterson    | Venceu    |
| BAFTA 1985 | Melhor cinematografia    | Douglas Slocombe                                              | Indicado  |
| BAFTA 1985 | Melhor montagem          | Michael Kahn                                                  | Indicado  |
| BAFTA 1985 | Melhor som               | Ben Burtt, Simon Kaye, Laurel Ladevich                        | Indicado  |